# 罗什寺塔
罗什寺塔，位于中国甘肃省武威市凉州区，为一个省级文物保护单位，类型为近现代重要史迹及代表性建筑。
罗什寺塔的历史年代为民国。